# Elena Miroșina
Elena Miroșina (n. 5 iunie 1974, Moscova, RSFS Rusă, URSS – d. 18 decembrie 1995, Moscova, Rusia) a fost o săritoare în apă ce a reprezentat Rusia, medaliată olimpică. A participat la 2 ediții ale Jocurilor Olimpice (1988, 1992) în care a câștigat o medalie de argint.